# Distretto di Pécs
Il distretto di Pécs (in ungherese Pécsi járás) è un distretto dell'Ungheria, situato nella provincia di Baranya.

## Municipalità
Il distretto conta 40 suddivisioni, rappresentate da una contea urbana (Pécs), una città (Kozármisleny) e 38 villaggi.
| Controllo di autorità | VIAF (EN) 131493792 · LCCN (EN) n92090974 · J9U (EN, HE) 987007530794705171 |